# Sergej Tarasov (sciatore 1965)
Sergej Petrovič Tarasov (in russo Сергей Петрович Тарасов?; Staroalejskoe, 15 febbraio 1965) è un ex biatleta russo.
Agli inizi della carriera, prima della dissoluzione dell'Unione Sovietica (1991), gareggiò per la nazionale sovietica.

## Biografia
In Coppa del Mondo ottenne la prima vittoria, nonché primo risultato di rilievo, il 19 gennaio 1991 a Ruhpolding.
In carriera prese parte a due edizioni dei Giochi olimpici invernali, Lillehammer 1994 (3° nella sprint, 1° nell'individuale, 2° nella staffetta) e Nagano 1998 (22° nella sprint, 15° nell'individuale, 3° nella staffetta) e a cinque dei Mondiali, vincendo nove medaglie.

## Palmarès

### Olimpiadi
- 4 medaglie
  - 1 oro (individuale[2] a Lillehammer 1994)
  - 1 argento (staffetta[2] a Lillehammer 1994)
  - 2 bronzi (sprint[2] a Lillehammer 1994; staffetta[2] a Nagano 1998)

### Mondiali
- 9 medaglie:
  - 2 ori (individuale[2], staffetta[2] a Ruhpolding 1996)
  - 4 argenti (staffetta a Lahti 1991; individuale[2] a Borovec 1993; gara a squadre a Canmore 1994; inseguimento[2] a Osrblie 1997)
  - 3 bronzi (gara a squadre a Lahti 1991; sprint[2], staffetta[2] a Borovec 1993)

### Coppa del Mondo
- Miglior piazzamento in classifica generale: 6º nel 1996
- 9 podi (6 individuali, 3 a squadre[1]), oltre a quelli ottenuti in sede olimpica e iridata e validi anche ai fini della Coppa del Mondo:
  - 4 vittorie (2 individuali, 2 a squadre)
  - 2 secondi posti (individuali)
  - 3 terzi posti (2 individuali, 1 a squadre)

#### Coppa del Mondo - vittorie
| Data             | Località    | Nazione   | Specialità                                                  |
| ---------------- | ----------- | --------- | ----------------------------------------------------------- |
| 19 gennaio 1991  | Ruhpolding  | Germania  | SP                                                          |
| 9 dicembre 1993  | Bad Gastein | Austria   | IN                                                          |
| 9 marzo 1997     | Nagano      | Giappone  | RL (con Viktor Majgurov, Vladimir Dračëv e Aleksej Kobelev) |
| 21 dicembre 1997 | Kontiolahti | Finlandia | RL (con Sergej Rožkov, Vladimir Dračëv e Pavel Rostovcev)   |

Legenda:

SP = sprint

IN = individuale

RL = staffetta